# Flostaøya
58°32′12″N 8°57′37″Ø / 58.53667°N 8.96028°Ø
Flostaøya (også kaldt Flosterøya) er en ø der ligger mellem Arendal by og Tvedestrand by, i Arendal kommune i Agder fylke i Norge.
Øen var fra 1837 til 1902 en del af Dypvåg formandskabsdistrikt, og blev så del af Flosta kommune frem til 1961), hvor det så blev en del af Moland kommune frem til 1992, hvor Moland blev slået sammen i Arendal storkommune. 
På øen ligger den tyskbyggede Kalvøysund fæstning fra anden verdenskrig, og Flosta kirke, en langkirke i tømmer fra 1600-tallet. Byen Kilsund, som tidligere var kommunecenter i Flosta kommune, ligger delvis på Flostaøya og delvis på Tverrdalsøya. Andre  bymæssige bebyggelser er Kalvøysund, Narestø og Arnevik
Øen har to broer, en til fastlandet i sydvest, og en til Tverrdalsøya mod nordøst. I havet ud for øen ligger Ytre Møkkalasset fyr fra 1888.

## Billeder
- Ytre Møkkalasset fyr
- Kommandobunker på Kalvøysund fæstning 
Foto: KEN
- Flosta kirke 
Foto: Karl Ragnar Gjertsen